# Ninh Trung
Ninh Trung là một xã thuộc thị xã Ninh Hòa, tỉnh Khánh Hòa, Việt Nam.
Xã Ninh Trung có diện tích 17,34 km², dân số năm 1999 là 5.994 người, mật độ dân số đạt 346 người/km².